# Jüdische Gemeinde Crainfeld
Die Jüdische Gemeinde Crainfeld in Crainfeld, einem heutigen Ortsteil der Gemeinde Grebenhain im Vogelsbergkreis, bestand vom 17. Jahrhundert bis in die Zeit des Nationalsozialismus.

## Geschichte bis 1933
Die ersten jüdischen Ortseinwohner werden im Zusammenhang mit der Plünderung und Zerstörung von Crainfeld am 1. Juni 1622 durch die Truppen Herzog Christians von Braunschweig erwähnt. In dem 1625 entstandenen Kriegsschadensverzeichnis des Oberfürstentums Hessen werden die drei Juden Abraham, Koppel und Wolph aufgeführt. Von 1665 datiert eine Bittschrift des Juden David zu Crainfeld an den riedeselischen Amtmann in Lauterbach. Eine Zeugenaussage von 1666 nennt den Juden Nathan zu Crainfeld. 1702 lebten in Crainfeld zwei jüdische Familien. Im Verlauf des 18. Jahrhunderts zogen weitere zu, die der Überlieferung nach aus Nieder-Mockstadt und dem Gebiet der Grafschaft Hanau stammten. 1820 gab es drei Häuser in Crainfeld, die im Besitz jüdischer Ortseinwohner waren.
Die jüdischen Familien in Crainfeld lebten bis ins 19. Jahrhundert hauptsächlich vom Viehhandel oder betätigten sich als Hausierer. Aufgrund der grenznahen Lage Crainfelds war es ihnen auch möglich, im benachbarten Riedeselland Handel zu treiben, wo Juden bis zum Ende des reichsunmittelbaren Ritterschaftsstaates der Freiherren Riedesel zu Eisenbach im Jahr 1806 eine Niederlassung verwehrt blieb. Etwa ab der Mitte des 19. Jahrhunderts eröffneten mehrere jüdische Ortsbürger auch Kaufläden und Warenhandlungen, betrieben Metzgereien und Schuhmachereien, oder führten eine Gastwirtschaft. In den meisten Fällen betrieben sie im Nebenerwerb auch noch eine kleine Landwirtschaft.
1830 erwarb David Sommer I. als erster jüdischer Einwohner das Ortsbürgerrecht der Gemeinde Crainfeld. Die jüdischen Männer waren auch in das sich im späten 19. Jahrhundert entfaltende örtliche Vereinsleben integriert. Die Kinder besuchten die örtliche Volksschule im Dorf. Separat fand nur der jüdische Religionsunterricht statt, der in einer Stube in der Synagoge, zeitweise aber auch im örtlichen Schulhaus, vom jüdischen Religionslehrer gehalten wurde. 1932 nahmen noch elf Kinder daran teil. An jüdischen Vereinen bestanden der Bestattungs- und Wohltätigkeitsverein Chewroh Kadischa und der Israelitische Frauenverein. Im Ersten Weltkrieg fielen neun Männer aus der Jüdischen Gemeinde Crainfeld.
1804 lebten 36 jüdische Personen in Crainfeld. Im Verlauf des 19. Jahrhunderts nahm ihr Anteil an der Ortsbevölkerung stetig zu. 1880 waren von 508 Einwohnern Crainfelds 102 jüdischen Glaubens. Auch in den benachbarten Orten Grebenhain, Bermuthshain und Nieder-Moos ließen sich einzelne jüdische Familien nieder, die zu der Gemeinde gehörten. Ab Ende des 19. Jahrhunderts ging die Zahl der jüdischen Ortsbürger allmählich zurück. Ursächlich hierfür war u. a. die schlechte wirtschaftliche Lage der Region. Vor allem jüngere Juden zog es in die größeren Städte, insbesondere Frankfurt am Main. 1933 bestand die Jüdische Gemeinde Crainfeld aus 60 Personen. 15 Familien lebten in Crainfeld, 2 in Grebenhain und 1 in Bermuthshain. Die Gemeinde war streng orthodox und dem orthodoxen Provinzialrabbinat Gießen angeschlossen.

### Gemeindeentwicklung
| Jahr | Einwohner, gesamt | Jüdische Einwohner | Anteil in Prozent |
| ---- | ----------------- | ------------------ | ----------------- |
| 1804 | 446               | 36                 | 8,07 %            |
| 1828 | …                 | 36                 | … %               |
| 1861 | 520               | 83                 | 15,96 %           |
| 1871 | 519               | 112                | 21,58 %           |
| 1880 | 508               | 102                | 20,08 %           |
| 1886 | 518               | 118                | 22,78 %           |
| 1895 | 499               | 77                 | 15,43 %           |
| 1900 | 512               | 81                 | 15,82 %           |
| 1910 | 482               | 68                 | 14,11 %           |
| 1933 | 462               | 49                 | 10,61 %           |

## Gemeindeeinrichtungen

### Synagoge
Jüdische Gottesdienste fanden in Crainfeld bis in das 19. Jahrhundert hinein vermutlich in Privathäusern statt. Im Jahr 1842 kaufte die Gemeinde ein zweistöckiges Wohnhaus, das sie zu einer Synagoge umbaute. Es stand in einer Seitengasse der Kreuzstraße unterhalb des Edelhofs. An der Ostseite grenzte das Gebäude unmittelbar an ein Bauernhaus an. Die Kosten von 355 Reichstalern für den Kauf und 150 Reichstalern für den Umbau brachten die Gemeindemitglieder selbst und durch ein Darlehen auf.
Im Jahr 1885 wurde an gleicher Stelle eine neue Synagoge gebaut, ermöglicht durch eine Stiftung von 300 Gulden aus dem Vermächtnis des 1868 verstorbenen Kommerzienrates Heinemann in Kopenhagen, der in seinem Testament 25.000 Taler zur Erbauung neuer Synagogen und Mikwen zur Verfügung gestellt hatte. Die Synagoge stand mit der Traufseite zur Straße und war ein verschindelter Fachwerkbau mit etwa 6 × 8 m Grundfläche und enthielt den Synagogensaal mit Toraschrein, Predigtpult, Betpulten, Empore und 57 Sitzplätzen. Zur Straße hin hatte der Synagogensaal zwei große rechteckige Fenster mit Rundbogenabschluss. Der Eingang lag an der Giebelseite. Im Synagogengebäude befanden sich weiterhin noch zwei Stuben, von denen eine an eine Frau vermietet war, während die andere dem Religionsunterricht der Kinder diente. Zwei Torarollen wurden in den Jahren 1866 und 1899 feierlich geweiht.
Die Synagoge wurde 1932 noch einmal für 1.600 Reichsmark renoviert. Noch 1936 wurde ihr baulicher Zustand als gut bezeichnet und der Verkaufswert auf 1.500 bis 2.000 Reichsmark geschätzt. Während der Novemberpogrome 1938 schlugen Angehörige der SA Fenster und Türen ein und verwüsteten die Inneneinrichtung. Gottesdienste fanden zu dieser Zeit bereits nicht mehr statt, da nur noch wenige jüdische Personen in Crainfeld lebten. Die Kultgegenstände waren im Zug der Auflösung der Gemeinde nach Gießen in die dortige orthodoxe Synagoge in der Steinstraße gebracht worden und wurden zusammen mit dieser während des Pogroms zerstört.
1941 ging die Synagoge in den Besitz eines nichtjüdischen Privatmanns über und stand bis 1947 leer. Nach mehrjährigen Prozessen zwischen der JRSO und dem Erstkäufer wegen einer Wiedergutmachungszahlung wurde das Gebäude 1951 abgerissen und an seiner Stelle einer Garage errichtet.

### Mikwe
In Crainfeld existierte bis Ende der 1870er Jahre eine Mikwe in einem Keller, vermutlich dem eines jüdischen Privathauses. 1879 wurde am Ortsrand im heutigen Märzwiesenweg, unweit der Synagoge, eine neue Mikwe errichtet. Finanziert wurde sie, wie später die Synagoge, aus der Stiftung des Kommerzienrates Heinemann. Das im Ortsbrandkataster als Badehaus bezeichnete Gebäude war ein kleiner Fachwerkbau von nur 1 × 2 m Grundfläche. Es enthielt das eigentliche Tauchbecken, einen Ofen und einen Wasserabfluss zum benachbarten Mühlgraben, von dem auch das Wasser entnommen wurde.
Auf Anordnung des orthodoxen Provinzialrabbiners Leo Jehuda Hirschfeld wurde die Mikwe im Jahr 1910 mit einem Kostenaufwand von 745 Mark wiederhergestellt. Während der Flurbereinigung in der Gemarkung Crainfeld wurde sie 1935 abgebrochen.

### Friedhof
→ Hauptartikel:Jüdischer Friedhof (Crainfeld)
Der jüdische Friedhof nordöstlich von Crainfeld wurde vermutlich zu Beginn des 19. Jahrhunderts angelegt. Die letzte Bestattung fand 1937 statt. Während der NS-Zeit wurden 1937/38 mehrere Grabsteine durch die örtliche Hitlerjugend umgestürzt. Erhalten sind heute noch 75 Grabsteine.

## Nationalsozialistische Verfolgung
Seit Beginn der 1890er Jahre wurde das Gebiet des Vogelsberges politisch durch die antisemitische Bewegung geprägt (→ Hessischer Bauernbund). Es kam zu Übergriffen gegen einen als Wucherer und „Güterschlächter“ angesehenen jüdischen Viehhändler. Zeitweise soll es auch zum Boykott einzelner jüdischer Geschäfte in Crainfeld gekommen sein. Ab 1929 wurden die Nationalsozialisten zur dominierenden politischen Kraft in der Region. Bei der Reichstagswahl 1930 erhielt die NSDAP in Crainfeld erstmals die Mehrheit der Stimmen. Bereits am 29. Mai 1932 wurde Adolf Hitler zum Ehrenbürger der Gemeinde Crainfeld ernannt. Zur gleichen Zeit erfolgte auch die Gründung einer NSDAP-Ortsgruppe. Im Oktober 1932 wurde mit Alfred Mitzenheim (Bruder von Moritz Mitzenheim) ein Anhänger der Deutschen Christen evangelischer Pfarrer von Crainfeld. Schon sein seit 1928 amtierender Vorgänger Georg Heinrich Saal zeigte deutliche Sympathien für die Nationalsozialisten.
Nach der sogenannten Machtergreifung der NSDAP am 30. Januar 1933 wurden die jüdischen Einwohner von Crainfeld, Grebenhain und Bermuthshain aus der Dorfgemeinschaft ausgeschlossen, beginnend mit dem reichsweiten Boykott am 1. April 1933 und der Gleichschaltung aller örtlichen Vereine. Die jüdischen Familien wurden von den meisten christlichen Ortseinwohnern in der Öffentlichkeit ausgegrenzt und gemieden. In den jüdischen Läden wurde nur noch heimlich und durch die Hintertür eingekauft. 1935 verboten sämtliche Gemeinden im Kreis Lauterbach Handelsgeschäfte mit Juden und den Einkauf in jüdischen Geschäften. In den Ortschaften wurden sogenannte „Stürmerkästen“ zum Aushang des antisemitischen Hetzblattes Der Stürmer aufgestellt. Überliefert sind auch gewaltsame Übergriffe, zumeist von SA-Männern ausgeübt.
Aufgrund der zunehmenden Repressalien verließen schon 1933 die ersten jüdischen Familien Crainfeld. Sie suchten teilweise Zuflucht in der vermeintlich sicheren Großstadt Frankfurt am Main oder wanderten aus, insbesondere in die Vereinigten Staaten, nach Südafrika oder nach Palästina. Ihre Häuser mussten sie zu teilweise weit unter dem tatsächlichen Wert liegenden Preisen verkaufen. Im November 1936 lebten nur noch 20 jüdische Einwohner in Crainfeld, darunter 8 religionsmündige Männer, so dass kein Minjan mehr erreicht werden konnte. Zum Zeitpunkt der Novemberpogrome 1938 lebten nur noch eine jüdische Familie und eine einzelstehende jüdische Frau in Crainfeld. Ihre Häuser wurden demoliert und geplündert. Danach verließen auch die letzten jüdischen Einwohner fluchtartig das Dorf. Im Januar 1939 wurde Crainfeld in der Lokalpresse öffentlich für „judenfrei“ erklärt.
Insgesamt 34 in Crainfeld, Grebenhain, Bermuthshain und Nieder-Moos geborene oder dort ansässig gewesene jüdische Menschen wurden im Holocaust ermordet oder erlagen den unmenschlichen Bedingungen in den Konzentrationslagern. Ihre Namen sind im Gedenkbuch des Bundesarchivs verzeichnet.